# فاست تلكو
فاست تلكو هي شركة اتصالات كويتية توفر خدمات الإنترنت، تأسست في عام 2001 والمملوكة من شركة المساهمة في الكويت، وتوفر جميع خدمات الاتصال بالانترنت.